# António Tânger Corrêa
António Manuel Moreira Tânger Corrêa (Lisboa, 24 de abril de 1952) é um diplomata e político português. Atualmente, desempenha as funções de primeiro vice-presidente da direção nacional do CHEGA, eurodeputado no Parlamento Europeu e vice-presidente dos Patriotas pela Europa, sendo o grupo parlamentar do CHEGA no Parlamento Europeu. Em março de 2024, foi anunciado por André Ventura, que seria o cabeça de lista para as eleições europeias de junho de 2024.
Com várias missões no estrangeiro, foi embaixador de Portugal durante quarenta anos, desempenhando as suas funções em vários países e cidades, tais como: Goa, Rio de Janeiro, Bósnia e Herzegovina, Sérvia, Israel, Egito, Catar, Lituânia.

## Atividade diplomática
Construiu a sua carreira diplomática ao longo de quatro décadas, foi cônsul-geral de Portugal em Goa e no Rio de Janeiro, embaixador de Portugal na Bósnia e Herzegovina, Sérvia, Israel, Egito, Catar, Lituânia, e primeiro secretário da embaixada portuguesa em Pequim.

## Ação política na JP e CDS-PP
Em 1974, depois da revolução de 25 de abril, foi Secretário-Geral da Juventude Centrista (CDS-PP) e em 1980, foi durante um ano, Adjunto do Ministro dos Negócios Estrangeiros, Diogo Freitas do Amaral, no governo da Aliança Democrática (AD) de Francisco Sá Carneiro.

## Atuação política no CHEGA
Foi convidado por André Ventura na II Convenção Nacional do Partido CHEGA, em Évora, em 2020, para integrar a direção nacional do partido como primeiro vice-presidente.
Em maio de 2021, o CHEGA realiza novamente a sua III Convenção Nacional, e após ser eleito, André Ventura convida-o a continuar no mesmo cargo na sua direção nacional.
Devido a um problema com a convocatória da III Convenção Nacional do partido, o Tribunal Constitucional acabou por chumbar a última convenção e obrigou o partido a realizar uma nova. Devido a essa decisão, o Partido realizou a sua IV Convenção Nacional, onde o presidente do CHEGA acabou por convidá-lo novamente para continuar a assumir as funções de primeiro vice-presidente da direção nacional.
Em abril de 2022, André Ventura anunciou que Tânger Corrêa seria a primeira pessoa proposta para o Conselho de Estado pelo CHEGA. Dessa forma, foi a primeira pessoa proposta desde a fundação do Partido CHEGA para ser Conselheiro de Estado, dos cinco eleitos pela Assembleia da República.
No final de 2022, o Tribunal Constitucional volta a chumbar a última Convenção Nacional do Partido. Como resultado, em janeiro de 2023, o partido realiza a sua V Convenção Nacional. Nessa Convenção, é novamente convidado por Ventura para continuar nas funções de primeiro vice-presidente do partido e faz uma intervenção política onde afirma que o partido tem de sair à rua: “Temos de sair do sofá, da lareira e do aconchego e ir para a rua”. Com isso, desafia a Juventude CHEGA a sair e ir para as escolas e faculdades do país, e adverte que não gostaria de ver a Juventude do CHEGA a ser "um canal para o tacho" ou "criar boys and girls".
Na VI Convenção Nacional do CHEGA, reivindicou a sua autoridade como fundador da Aliança Democrática de Sá Carneiro e Freitas do Amaral, afirmando: "Nós somos a representação daquilo que é a Aliança Democrática verdadeira e única, não é esta imbecilidade e esta estupidez que realiza agora.". Num dos momentos mais marcantes do último dia da Convenção, convidou a Juventude CHEGA e o deputado Jorge Galveias, para junto de si, onde reforçou o passado e falou sobre o futuro que queria para o país. Nessa mesma convenção, Tânger Corrêa volta a ser eleito como primeiro vice-presidente do partido, renovando assim o seu mandato, novamente após 5 convenções seguidas.
A 25 de março de 2024, foi confirmado por André Ventura que seria o primeiro candidato da lista do CHEGA para as eleições europeias de 2024.

## Eurodeputado no Parlamento Europeu

Tânger Corrêa com o líder romeno da AUR, George Simion, em Bruxelas, 20 de março de 2025

A 9 de junho de 2024, Tânger Corrêa foi eleito eurodeputado no Parlamento Europeu pelo CHEGA. No dia 8 de julho de 2024, foi indicado como Vice-Presidente do novo grupo parlamentar do CHEGA, no Parlamento Europeu, Patriotas pela Europa de Vicktor Orbán.

## Atividade desportiva
Representou Portugal nos Jogos Olímpicos de Verão de 1992 em Barcelona, Espanha como timoneiro no Soling.

## Prémios
| Ano  | Prémio           | Categoria   | Resultado | Nota            |
| ---- | ---------------- | ----------- | --------- | --------------- |
| 2025 | Unicórnio Voador | Dom Quixote | Venceu    | Prémio satírico |